# Vicente Salvá
Vicente Salvá Pérez (Valencia, 10 novembre 1786 – Parigi, 5 maggio 1849) è stato un grammatico, editore, bibliofilo e libraio spagnolo.

## Biografia
Studiò ancora bambino filosofia, teologia, giurisprudenza, greco ed ebraico a Valencia e a quindici anni già era assistente di greco all'Università di Valencia, per poi ricoprire lo stesso incarico all'università di Alcalá a vent'anni. L'invasione francese lo obbligò a tornare a Valencia e nel 1809 incominciò il commercio di libri. Collaborò con Isidoro de Antillón y Marzo nell'Aurora Patriótica Mallorquina, Palma, 1812-1813. Scrisse Fundamentos que tuvo la Aurora para dar su juicio sobre la carta del Teniente coronel graduado D. Pedro Vassallo en los términos que lo hizo en el número 75, Palma, 1812. Fu reggitore dell'Ayuntamiento di Valencia, capitano della Milicia Nacional Voluntaria e ampliò il commercio di libri come socio di suo cognato Pedro Juan Mallén. 
Fu deputato al parlamento per il collegio di Valencia fra il 1822 e il 1823 e occupò il posto di segretario del parlamento. Emigrato a Londra, vi aprì nel 1824 una libreria classica e spagnola con l'aiuto degli amici inglesi e sempre a Londra tenne una tertulia dei liberali spagnoli emigrati. Fu anche professore di greco all'Ateneo spagnolo di Londra, fondato nel 1829. Estese i suoi affari divenendo editore a Londra nel 1830 e in seguito a Parigi, dove si trasferì nello stesso anno. 
I Catálogos di libri spagnoli e portoghesi che pubblicò nel 1825 e nel 1826 divennero rapidamente famosi fra i bibliofili di tutto il mondo, sebbene non avessero larga circolazione in Spagna. Collaborò al Repertorio Americano, edito a Londra nel 1827 e pubblicò inoltre una celeberrima e ristampatissima, con molte correzioni e aggiunte, "Grammatica della lingua castigliana" . Insieme con la Gramática di Andrés Bello, forma la coppia di grammatiche classiche del XIX secolo, in certo modo complementari, poiché ciò che in Vicente Salvá è soprattutto empirismo e tipologia in Bello è profonda analisi e teoria linguistica. 
In quanto alla sua opera letteraria, Palau gli attribuisce un saggio e due romanzi:
- Don Termópilo o defensa del Prospecto del Doctor Puigblanch. Por Perico de los Palotes, Londres, 1829
- La bruja, o cuadro de la corte de Roma, París, 1830
- Irene y Clara o la madre imperiosa, París, 1830.

Non tornò in Spagna fino al 1835. Fu deputato costituente per Valencia nel 1836-1837, e nuovamente segretario dell'assemblea. Nel 1838 scrisse "Appunti sulla proprietà letteraria"